# Stadsbud

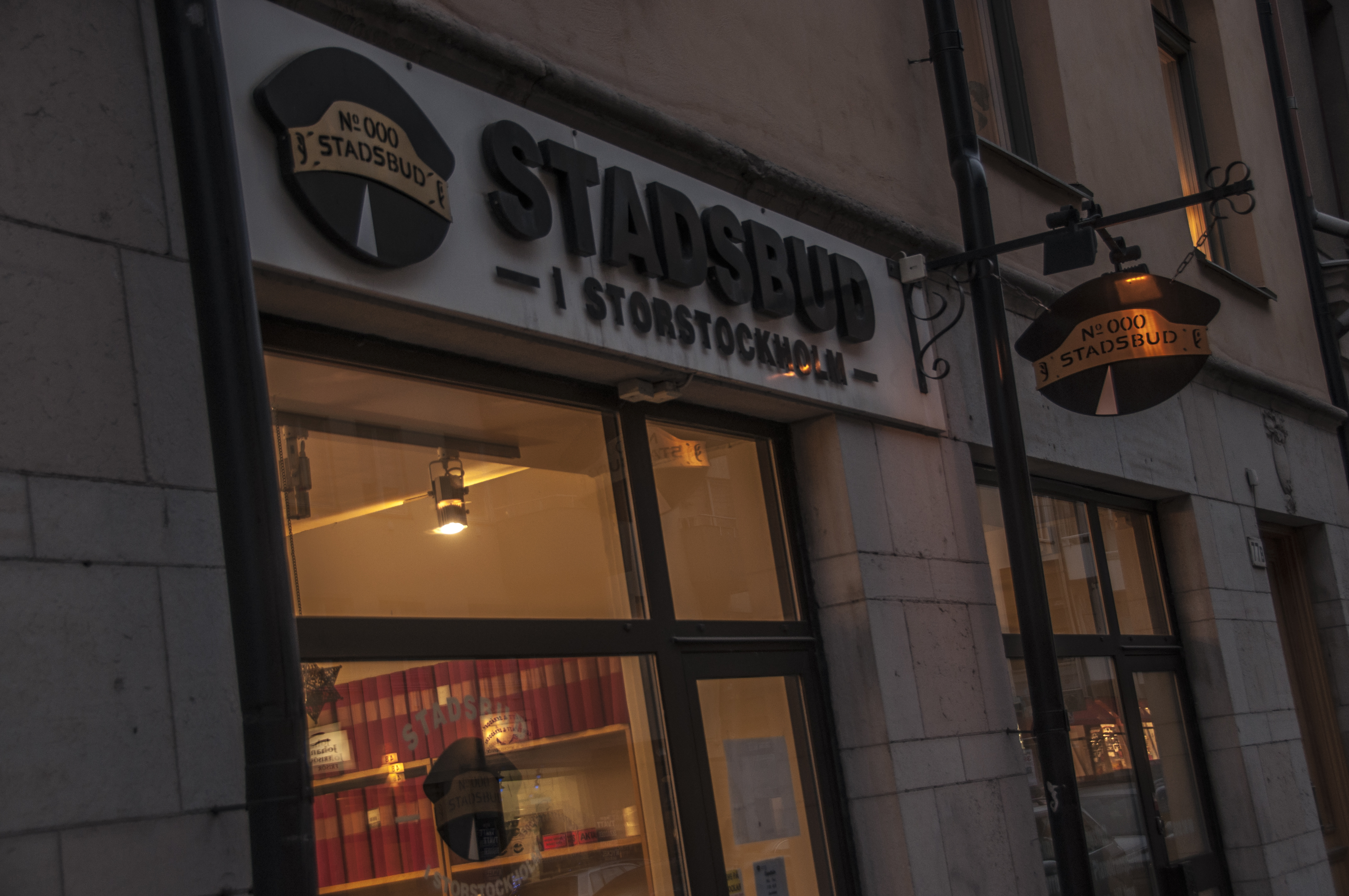
Stockholms stadsbud

Stadsbud är en äldre benämning på en viss typ av transportarbetare som arbetar i en större stad under vissa regler vad gällde deras taxa. Idag används begreppet av flera flyttfirmor. 

## Stadsbud i olika städer
Stockholms första stadsbudskår bildades 1863 och dess anslutna stadsbud kändes igen på mössornas numrerade mässingsplåtar.
Den första stadsbudskåren är det som idag heter Stadsbud i Storstockholm. Idag finns det fyra kontor belägna på Artillerigatan, Ynglingagatan, Döbelnsgatan och Cementvägen.